# Mistrzostwa Polski w Boksie 1931
8. Mistrzostwa Polski w boksie mężczyzn odbyły się w dniach 17-19 kwietnia 1931 roku w Warszawie.

## Medaliści
| Kategoria:                    | Złoto:                              | Srebro:                                | Brąz:                                                              |
| waga musza (do 50,8 kg)       | Wiktor Moczko (BKS Katowice)        | Franciszek Wolniakowski (Warta Poznań) | Jan Jaskółkowski (Gedania Gdańsk) Zygmunt Kaszewski (SMP Wilno)    |
| waga kogucia (do 53,5 kg)     | Mieczysław Forlański (Warta Poznań) | Stefan Glon (Warszawianka)             | Jan Bianga (Gedania Gdańsk) Zenon Kokot (Naprzód Lipiny)           |
| waga piórkowa (do 57,2 kg)    | Jerzy Rudzki (Naprzód Lipiny)       | Józef Cyran (Zjednoczone Łódź)         | Marian Czerniak (HCP Poznań) Józef Wróblewski (HiV Grudziądz)      |
| waga lekka (do 61,2 kg)       | Henryk Chmielewski (IKP Łódź)       | Stanisław Anioła (Warta Poznań)        | Stefan Brzóska (Warszawianka) Alfons Witkowski (HiV Grudziądz)     |
| waga półśrednia (do 66,7 kg)  | Adam Seweryniak (Sokół Łódź)        | Jan Arski (Warta Poznań)               | Stefan Wolski (Polonia Warszawa) Bronisław Wrosz (Sokół Grudziądz) |
| waga średnia (do 72,6 kg)     | Witold Majchrzycki (Warta Poznań)   | Józef Wieczorek (BKS Katowice)         | Artur Seidel (Polonia Warszawa) Eugeniusz Trzonek (Sokół Łódź)     |
| waga półciężka (do 79,4 kg)   | Stefan Wiśniewski (Warta Poznań)    | Teodor Wystrach (Gedania Gdańsk)       | Herman Gross (Hasmonea Lwów) Rosław Rodziewicz (Zjednoczone Łódź)  |
| waga ciężka (powyżej 79,4 kg) | Erwin Stibbe (Union Łódź)           | Jerzy Wocka (09 Mysłowice)             | Bolesław Bindzius (Gedania Gdańsk) Jerzy Zając (Pogoń Lwów)        |